# Epitola mengoensis
Epitola mengoensis är en fjärilsart som beskrevs av George Thomas Bethune-Baker 1906. Epitola mengoensis ingår i släktet Epitola och familjen juvelvingar. Inga underarter finns listade i Catalogue of Life.